# 大分トラピスト修道院

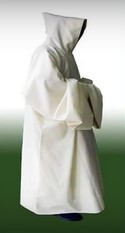
シトー特有の修道服は白色のククラである。それは盛式修道誓願宣立の日に与えられる。ククラは、修道士の奉献のしるしであり、修道会全体の一致を表している。これは 厳律シトー修道会の盛装である。ククラの下にチュニック、スカプラリオ、皮帯を着用している。

大分トラピスト修道院（おおいたトラピストしゅうどういん）は、大分県速見郡日出町にある厳律シトー会（トラピスト会）の男子修道院である。

## 概要

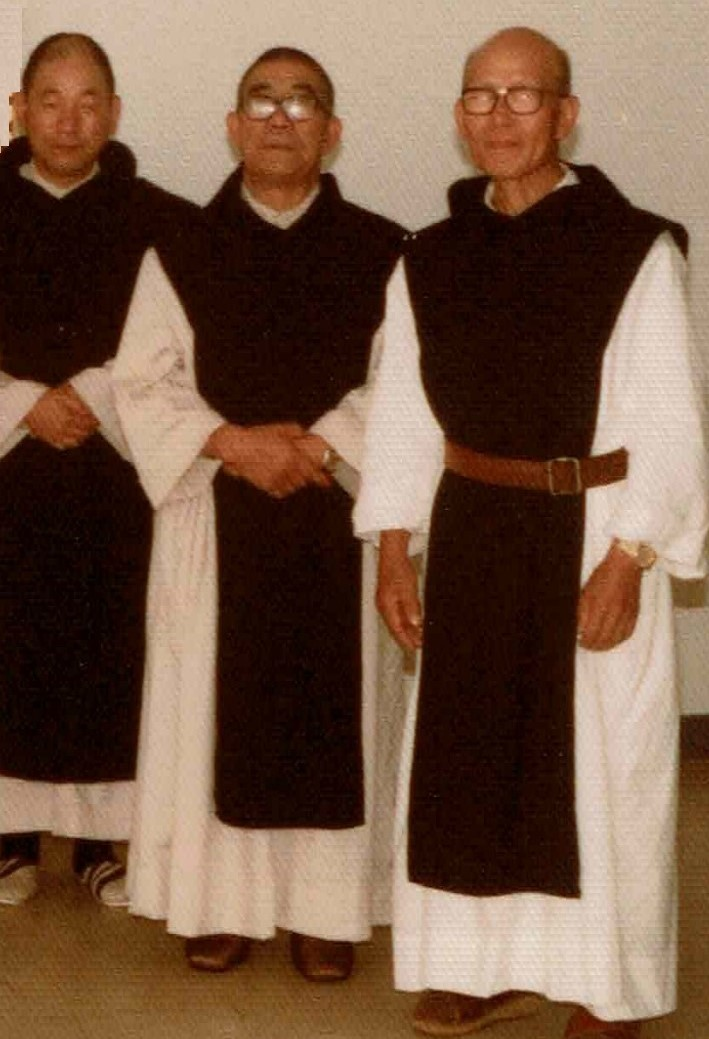
12世紀からの伝統に従って白色のチュニック、黒色のスカプラリオ、および皮帯を用いる。朝の祈りと晩の祈りの時に、その上にククラを着用する。

大分トラピスト修道院は、カトリック教会に属する厳律シトー会（トラピスト会）の日本で2番目の男子修道院で、その教会法上の正式名称は厳律シトー修道会・お告げの聖母修道院である。
1980年（昭和55年）7月11日の聖ベネディクトの祝日に、北海道上磯郡上磯町(現:北斗市)の灯台の聖母トラピスト大修道院から派遣された7名の会員によって開設された。2018年1月現在、盛式誓願者10名（司祭2名を含む）、修練者1名、計11名が所属している。
日出町は、豊後にポルトガル船が入港したと聞いたフランシスコ・ザビエルが訪れ、この地の港からポルトガル船に乗船して府内（現大分市）に大友宗麟を訪ねたという日本のキリスト教史上の故地である。
大分トラピスト修道院では、トラピスト・クッキー、ホスティア（典礼用パン）を製造・販売し、生計の一助としている。修道院には、修道生活を紹介する修道院展示室や、クッキー直売店が設けられ、一般に公開されている。修道院展示室には、フランシスコ・ザビエルの聖遺物（右腕の皮膚）が公開されている。これは、フランシスコ・ザビエルが所属していたイエズス会の本部（ローマ市）より、2008年10月に大分トラピスト修道院に寄贈されたものである。また、ペトロ岐部と187殉教者（2008年11月列福）の聖遺骨もフランシスコ・ザビエルの聖遺物の隣に安置されている。
大分トラピスト修道院は、「オラショ巡礼の道」の終着点であることでも知られている。
養成
カトリック教会の洗礼を受け、三年以上経た男子カトリック信徒であることは入会希望申し込みの必須条件である。数回の体験入会を経た後、正式の入会許可が与えられる。入会後、約半年の志願期、その後着衣式の日より二年以上の修練期を経て最初の有期誓願を宣立する。その後三年以上の有期誓願期を経過して、盛式誓願を宣立し終生にわたる修道生活を誓う。トラピスト修道院の場合、原則として入会した修道院で一生を過ごす。そのため、各修道院に修練室が設けられている。
日課
トラピスト修道士の一日は、午前3時30分に始まる。 ミサ聖祭と、一日7回の祈りを捧げ、労働と、レクチオ・デヴィナ（聖書を中心とした読書）からなる共同生活を送っている。祈り、労働、レクチオ・デヴィナは、トラピスト修道士の生活の三大柱である。
沈黙
沈黙の順守は、第二バチカン公会議前（1960年代以前）ほど厳格ではないが、今日でもシトー会修道者の特徴の 一つに数えられている。食事中、仕事中も沈黙を遵守する。外出や外部との連絡も必要最小限に控え、祈りの生活の静けさを保つように努める。
労働
大分トラピスト修道院の場合、上記のように、修道者の生計を立てる労働として、クッキー製造、ホスチア（ミサのパン）製造などを行っている。その他、自家消費用として菜園や果樹園を耕作し、約60ヘクタールの敷地内の山林、原野の管理業務、炊事、洗濯、清掃なども修行として行う。外部からの雇用者はなく、すべての業務は修道者自身によって行われる。会員は、司牧活動、福祉医療、教育活動などの、外部使徒職には携わることはなく、人々の幸せと世界平和のために隠れて祈ることが、最大の使命である。
修道服
修道服は、12世紀からの伝統に従って白色のチュニック、黒色のスカプラリオ、および皮帯を用いる。朝の祈りと晩の祈りの時に、その上にククラを着用する。

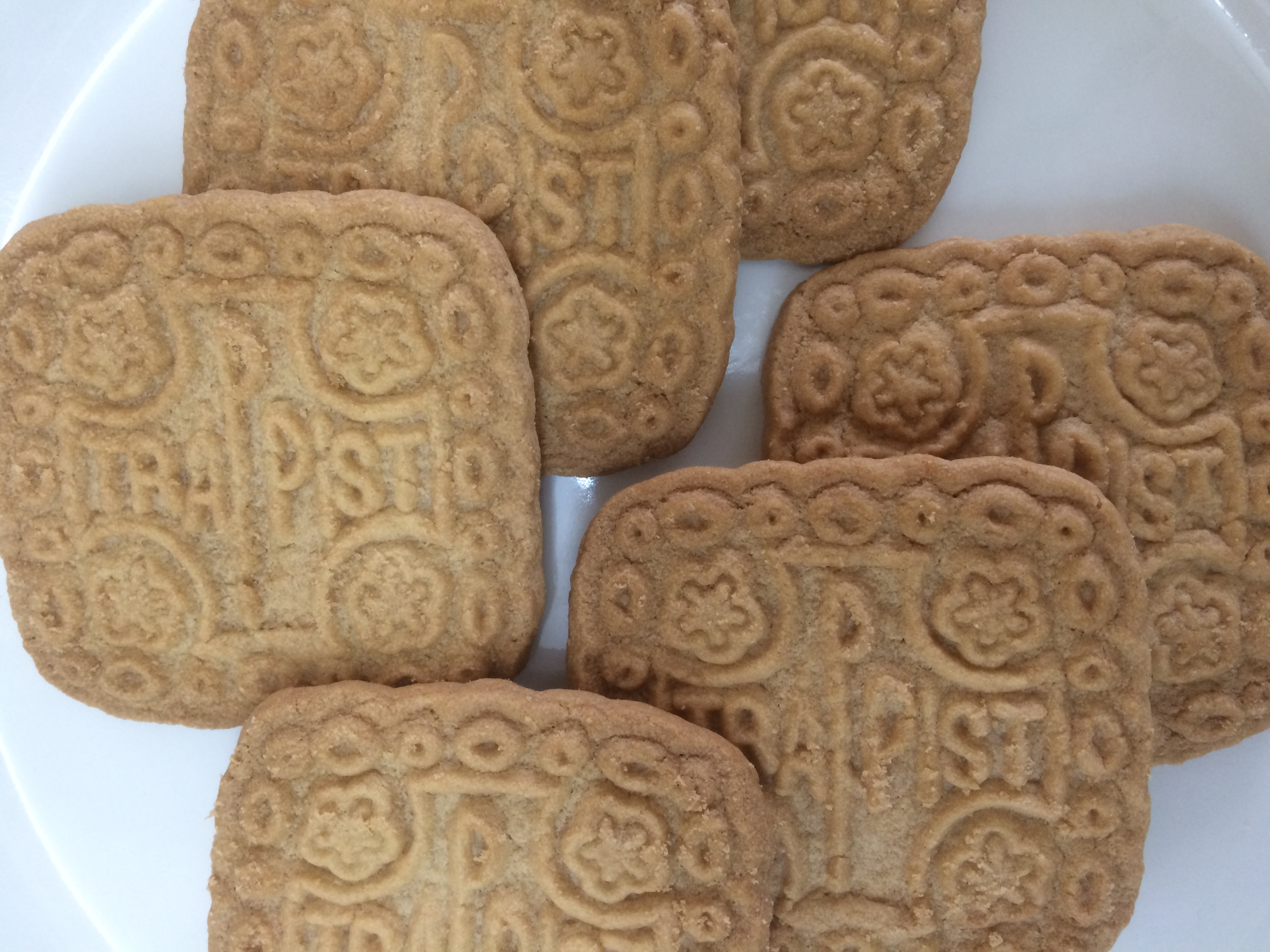
大分トラピスト修道院製トラピストクッキー

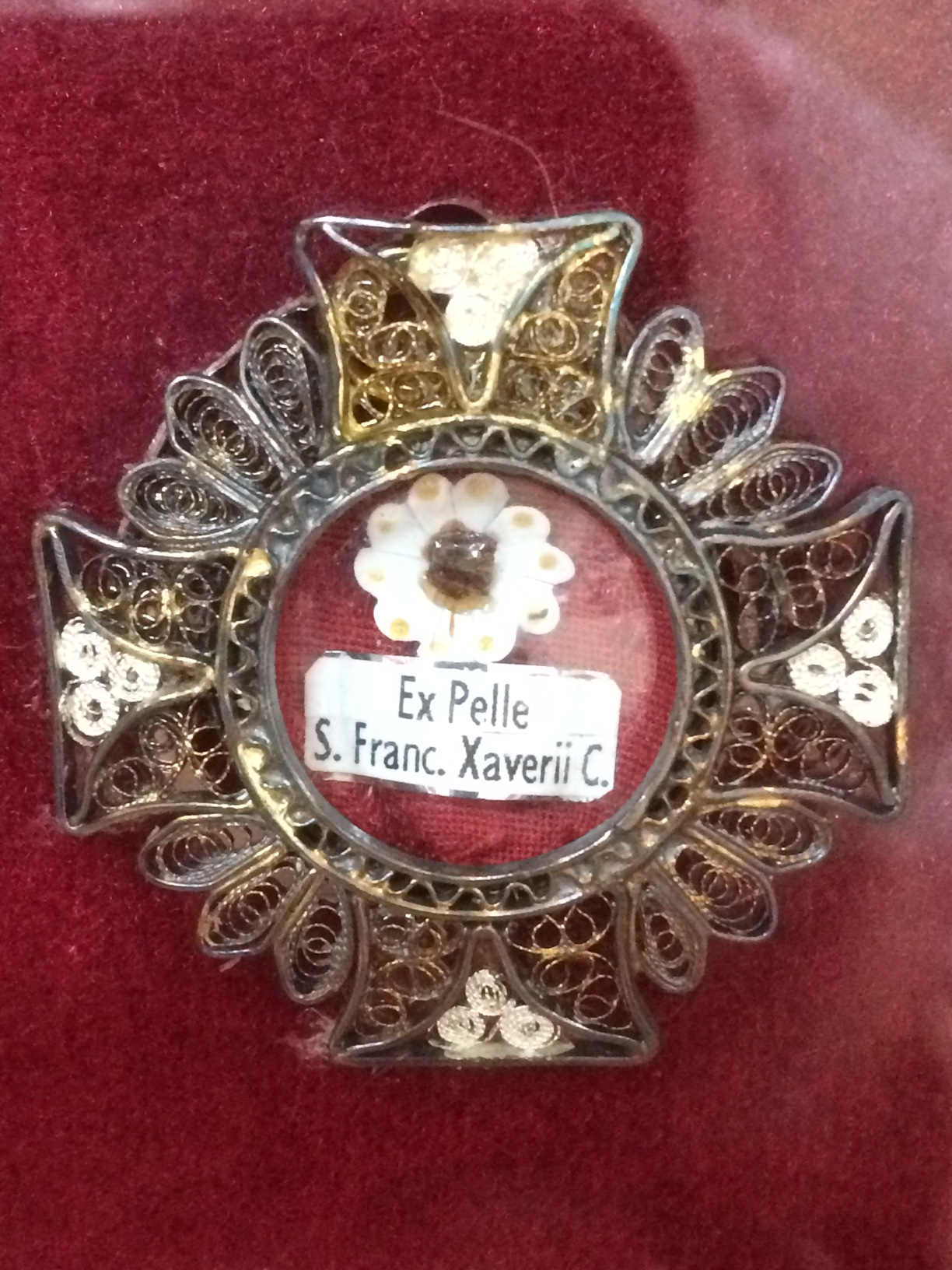
聖フランシスコ・ザビエル聖遺物（右腕の一部、大分トラピスト修道院蔵）

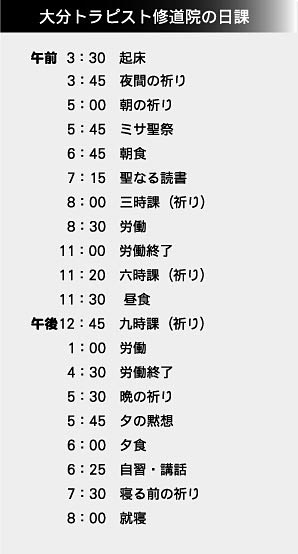
大分トラピスト修道院日課表（週日用）

シトー特有の修道服は白色のククラである。それは盛式修道誓願宣立の日に与えられる。ククラは、修道士の奉献のしるしであり、修道会全体の一致を表している。 有期誓願者と修練者はククラ の代わりにカッパを着用する。 修練者のスカプラリオは白色である。
1960年代半ばまで、助修士の修道服は、チュニック、スカプラリオ、カッパ　すべて褐色の修道服を使用した。現在この褐色の修道服は使用されていない。
助修士制

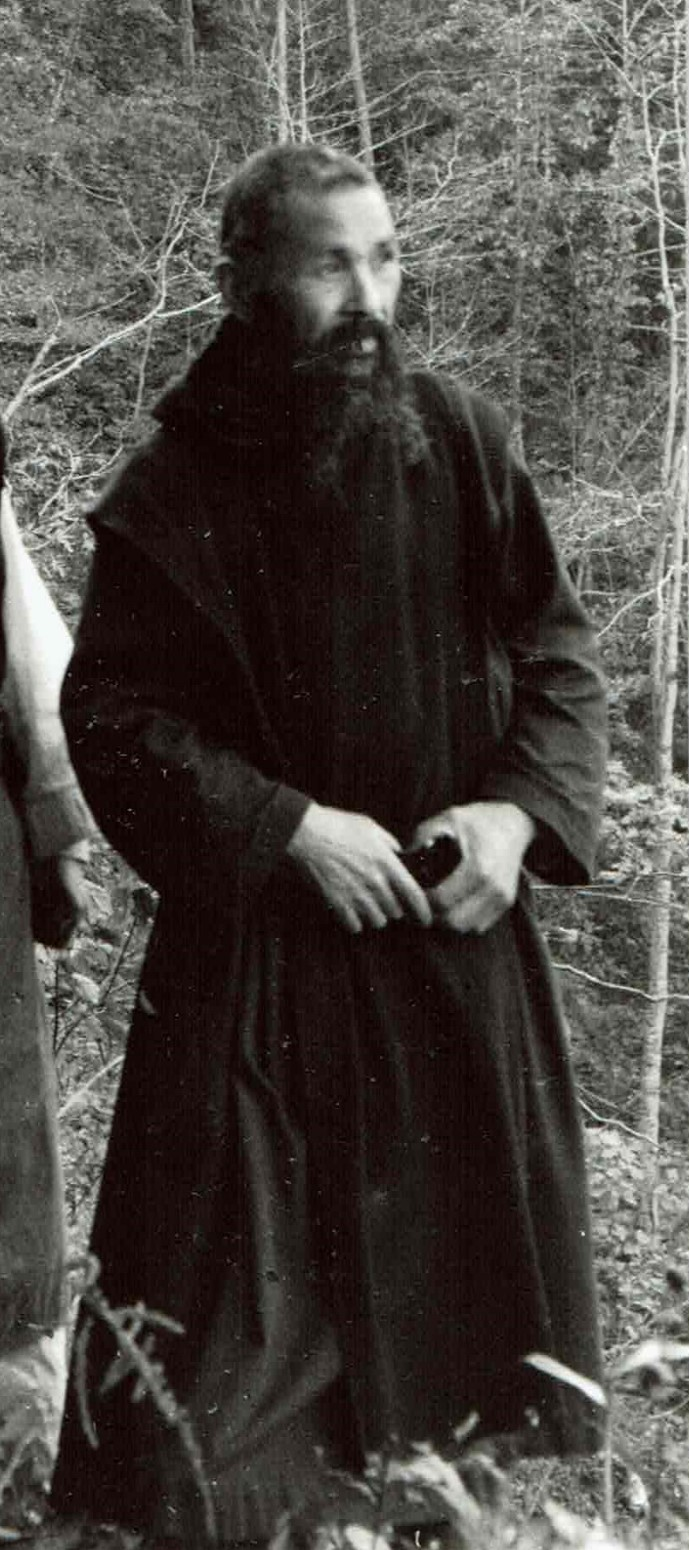
ま1960年代半ば まで、修道院共同体に二種類の修道者が存在した。歌隊修士と助修士（助修道士あるいは労働修道士である。後者、助修士（ラテン語conversi 　英Lay brother）は、簡略な聖務を唱え、修道院の物質的領域を労働によって支えた。助修道士には、修道院長選挙における選挙権、被選挙権はなかった。チュニック、スカプラリオ、カッパ　すべて褐色の修道服を着用した。現在はこのデザインの修道服を目にすることはできない。

第二バチカン公会議まで、二種類の修道者が存在した。歌隊修士（歌隊修道士）と助修士（助修道士あるいは労働修道士）である。前者、歌隊修士(Choir monk)は聖務共唱義務を有し、そのほとんどは司祭に叙階された。白と黒の修道服を着用した。後者、助修士（ラテン語conversi 　英Lay brother）は、より簡略な聖務を唱え、修道院の物質的領域を労働によって支えた。助修道士には、修道院長選挙における選挙権、被選挙権はなかった。1965年以降ほとんどの助修士は歌隊修士に編入され、例外を除いて、12世紀以来続いた助修士制は姿を消し、会員は単一になった。現在、新たに助修士になることはできない。

## 交通
- 鉄道[1]
  - JR九州日豊本線別府駅下車。車で約30分。
  - JR九州久大本線由布院駅下車。車で約30分。
- 車[1]
  - 大分自動車道、宇佐別府道路、日出バイパス速見ICから、国道500号でアフリカン・サファリ方面へ約10分。